# Dinastia Movilă
Familia Movilă, sau Moghilă (în poloneză Mohyła), a fost o familie de boieri din Principatul Moldovei, care a avut numeroase legături de rudenie cu familia Mușatinilor.

## Legenda înființării dinastiei
«Ștefan-vodă cel Bun, când s-au bătut cu Hroit ungurul, precum dzicǔ unii la Cașen, iar letopisățul scrie că s-au bătut la Șcheie pe Siretiu, au fost cadzut calul cu Ștefan-vodă în războiu. Iară un Purice aprodul i-au dat calul lui. Și nu putè în grabă încăleca Ștefan-vodă, fiind om micǔ. Și au dzis Purice aprodul: „Doamne, eu mă voi face o moviliță, și vino de te sui pe mine și încalecă“. Și s-au suit pe dânsul Ștefan-vodă și au încălecat pre cal. Și atunce au dzis Ștefan-vodă: „Sărace Purece, de-oi scăpa eu și tu, atunci ți-i schimba numeli din Purice Movilă“. Și au dat Dumnedzeu și au scăpat amândoi. Și l-au și făcut boier, armaș mare, pre Purece. Și dintru acel Pureci aprodul s-au tras neamul Movileștilor, de au agiunsu de au fost și domni dintru acel neam. Dar și aprodzii atunce nu era din oameni proști, cum sunt acum, ce era tot ficiori de boieri. Și portul lor: era îmbrăcați cu șarvanele, cu cabanițe. Așè trebuie și acum să să afle slugi, să slujească stăpânului, și stăpânul să miluiască pre slugă așè.»- „Letopisețul Țării Moldovei” de Ion Neculce, capitolul „O samă de cuvinte”, legenda a V-a.

## Membri

Stema lui Petru Movilă, mitropolit al Kievului

### Domni
În Moldova:
- Ieremia Movilă
- Simion Movilă
- Mihail Movilă
- Constantin Movilă
- Alexandru Movilă
- Miron Barnovschi-Movilă
- Moise Movilă

În Țara Românească:
- Simion Movilă
- Gavril Movilă

### Alții
- Petru Movilă - mitropolit al Kievului
- Grigore Ureche - cronicar și mare boier în Moldova, înrudit cu Movileștii
- Miron Costin - cronicar, înrudit cu Movileștii

## Arbore genealogic

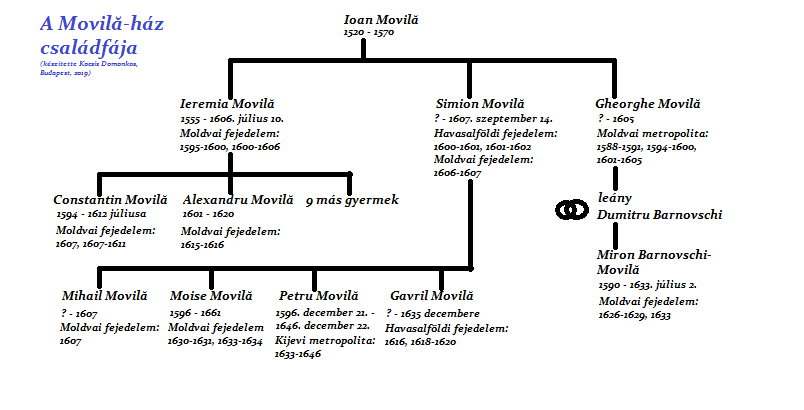